# Hirai Kazuo
Hirai Kazuo (平井 一夫 (Bình Tỉnh Nhất Phu)) sinh ngày 22 tháng 12 năm 1960 tại Tokyo, Nhật Bản, là cựu CEO và Chủ tịch của Tập đoàn Sony. Ông còn là thành viên hội đồng quản trị của Sony Computer Intertainment. Là người đứng đầu ở Sony, ông được Entertainment Weekly đánh giá là một trong những người quyền lực nhất trong ngành công nghiệp giải trí.

## Sự nghiệp
Tháng 8 năm 1995, ông được tuyển dụng vào mảng trò chơi điện tử của Sony tại Sony Computer Entertainment America. Ông đóng một vai trò quan trọng trong việc tạo nên thành công cho hệ máy PlayStation tại Mỹ.
Ngày 3 tháng 7 năm 2006, ông trở thành phó chủ tịch điều hành của Sony Computer Entertainment. Ngày 30 tháng 11 năm 2006, ông được bổ nhiệm làm Chủ tịch của Sony Computer Entertainment, thay thế cho Kutaragi Ken, người được coi là cha đẻ của PlayStation. Ngay sau đó, ông giữ luôn chức CEO của công ty này. Ông thôi giữ chức Chủ tịch của Sony Computer Entertainment vào ngày 25 tháng 6 năm 2012.
Hirai được bổ nhiệm chức CEO và Phó Chủ tịch Điều hành của mảng Thiết bị và Dịch vụ mạng của Sony. Tại đây, ông phụ trách các sản phẩm và dịch vụ quan trọng như VAIO, Walkman, Xperia và các trò chơi.
Năm 2011, Hirai nhậm chức CEO đại diện và Phó chủ tịch Điều hành của Tập đoàn Sony.
Ngày 1 tháng 2 năm 2012, Sony thông báo rằng Hirai sẽ trở thành CEO và Chủ tịch của Tập đoàn Sony. Ông chính thức được bổ nhiệm vào ngày 1 tháng 4 năm 2012.
Tháng 4 năm 2016, ông chấm dứt nhiệm kỳ CEO của mình sau 5 năm đảm nhiệm. Người thay thế ông trên cương vị CEo của Sony là Kenichiro Yoshida. Sau khi rời vị trí CEO, Kazuo Hirai giữ vị trí Chủ tịch của Tập đoàn Sony .